# Microrregión de la Sierra de San Miguel
La microrregión de la Sierra de San Miguel es una de las  microrregiones del estado brasileño del Río Grande del Norte perteneciente a la mesorregión  Oeste Potiguar. Su población fue estimada en 2006 por el IBGE en 61.370 habitantes y está dividida en nueve municipios. Posee un área total de 971,871 km².

## Municipios
- Água Nova
- Coronel João Pessoa
- Doutor Severiano
- Encanto
- Luís Gomes
- Major Sales
- Riacho de Santana
- São Miguel
- Venha-Ver

- Datos: Q748476